# Raggruppamento del Popolo Togolese
Il Raggruppamento del Popolo Togolese (in francese Rassemblement du Peuple Togolais - RPT) è stato un partito politico del Togo fondato nel 1969 e attivo fino al 2012.

## Storia
Fu fondato nel 1969 da Gnassingbé Eyadéma, salito al potere con un colpo di Stato militare nel 1967 ed eletto presidente nel 1972.
Dall'epoca della sua fondazione il partito è rimasto stabilmente al governo del Togo, prima in un regime monopartitico e poi come partito di maggioranza nel nuovo sistema multipartitico introdotto negli anni 1990.
All'RPT è appartenuto anche l'attuale presidente del Togo, Faure Gnassingbé, figlio di Eyadéma.
Nell'aprile 2012 il presidente Faure sostituì l'RPT con un nuovo partito di governo, chiamato Unione per la Repubblica (Union pour la République - UNIR), sciogliendo definitivamente l'RPT.